# Micaela Campos y Gaviño
Micaela Campos y Gaviño (var. Gabiño) (La Serena, 28 de noviembre de 1796 - Ovalle, 1884) fue una hacendada chilena del valle del Limarí que donó los terrenos para fundar Ovalle.
Nació en La Serena el 28 de noviembre de 1796, según registros fue bautizada el día siguiente de su nacimiento en la iglesia El Sagrario (actual de La Merced) de la misma ciudad. Sus padrinos en esa ceremonia fueron el Dr. Gaspar Marín y su hermana Juana Marín.
En 1818, a los veinte años, se casó con el ciudadano inglés Juan Antonio Perry en la iglesia San Antonio del Mar de Barraza. De esta unión nacieron los siguientes hijos: Tadeo, Antonia, Rita y Manuel.
El 22 de abril de 1831 la asamblea provincial encabezada por Jorge Edwards en el acta de fundación de Ovalle decreta emplazar la villa en la hacienda de Tuquí. 
Esta propiedad pertenecía a Micaela como parte de la herencia de su padre, la cual dona al gobierno para que se funde la ciudad de  Ovalle. 
Micaela enviudó en 1857 y finalmente fallece en la ciudad de Ovalle el 3 de abril de 1884 a la edad de 88 años. Sus restos yacen en la iglesia San Vicente Ferrer.
Micaela Campos y Gaviño es la abuela de Miguel Aguirre Perry, héroe de la Guerra del Pacífico.